# 石井淳子
石井 淳子（いしい あつこ、1957年11月17日 - ）は、日本の厚生労働官僚。厚生労働省社会・援護局長を最後に退官後、女性初の全日本柔道連盟副会長や、川崎重工業取締役、三井住友海上火災保険取締役、学校法人大東文化学園理事長等を歴任。

## 人物・経歴
神奈川県出身。1980年東京大学経済学部卒業、労働省入省。1998年松戸市助役。2000年労働省労働基準局賃金時間部賃金課長。2001年厚生労働省労働基準局賃金時間課長。2002年厚生労働省雇用均等・児童家庭局雇用均等政策課長。2006年厚生労働省労働基準局労災補償部長。2009年厚生労働省大阪労働局長。2010年厚生労働省大臣官房審議官（雇用均等・児童家庭、少子化対策担当）。2012年厚生労働省雇用均等・児童家庭局長。2014年厚生労働省政策統括官（労働担当）。2015年厚生労働省社会・援護局長。2017年川崎重工業監査役、三井住友海上火災保険監査役。2019年女性初の全日本柔道連盟副会長に就任。同年日本ラグビーフットボール協会理事、日鉄ソリューションズ取締役。2020年川崎重工業取締役（監査等委員）。2021年三井住友海上火災保険取締役。NHK厚生文化事業団評議員等も歴任した。2024年より学校法人大東文化学園理事長。